# Disautonomia
La disautonomia o disfunció autonòmica és un trastorn en el qual el sistema nerviós autònom (SNA) no funciona correctament. Això pot afectar el funcionament del cor, la bufeta, els intestins, les glàndules sudorípares, les pupil·les i els vasos sanguinis. La disautonomia té moltes causes, de les quals no totes es poden classificar com a neuropàtiques. Una sèrie de malalties poden presentar disautonomia, com ara la malaltia de Parkinson, atròfia multisistèmica, demència amb cossos de Lewy, síndrome d'Ehlers-Danlos, ganglionopatia autonòmica autoimmunitària i neuropatia autonòmica, VIH/SIDA insuficiència autonòmica i síndrome de taquicàrdia ortostàtica postural.
El diagnòstic s'aconsegueix mitjançant proves funcionals del SNA, centrant-se en el sistema biològic afectat. Es poden realitzar investigacions per identificar la malaltia subjacent que pot haver conduït al desenvolupament de símptomes o neuropatia autònoma. El tractament simptomàtic està disponible per a molts símptomes associats a la disautonomia.